# Мерете Юль
Пані Мерете Юль (Mrs. Merete Juhl) — данська дипломатка. Надзвичайний та Повноважний Посол Королівства Данії в Україні.

## Біографія
У 1991 році закінчила гімназію Hadsten. Вільно володіє французькою, англійською, італійською та німецькою мовами, знає арабську. У 1991—1992 — інтерн з питань експорту, Specialim, Париж, Франція та Danish Bacon Company, Екстерн, Англія. У 1992 отримала диплом французького суспільства і мови, Університет Сорбонна, Париж, Франція. У 1993 році закінчила факультет журналістики та комунікацій Вищої Школи Ryslinge. У 1996 році отримала диплом бакалавра політичних наук Університету міста Орхус.
У 1996 році працювала помічником Голови Офісу Данської ради з питань сільського господарства, Брюссель, Бельгія. У 1997 році проводила урядові дослідження, Гарвардський університет, США.
У 1998 році Магістр з європейської політики та адміністрування, Європейський коледж, Бельгія.
У 1999 році отримала диплом магістра політичних наук Університету міста Орхус. З 1999 по 2000 рр. працювала консультанткою з управління змінами Консалтингової компанії Accenture, Копенгаген. З 2000 по 2003 рр. начальниця відділу європейських департаментів, (N1 та EUK), Міністерства закордонних справ Данії. У 2001—2002 рр. доцент з міжнародного державного управління Університету Копенгагена. У 2003 році радниця латвійського уряду офісу Прем'єр-міністра Латвії, Рига. У 2004—2005 роках радниця Міністра з європейських справ Румунії, Бухарест.
З 2005 по 2007 — керівниця групи «Майбутнє ЄС» при Європейському департаменті Міністерства закордонних справ Данії. У 2007 році перший секретар Посольства Данії в Берліні. У 2007—2010 рр. — радниця Посольства, керівниця торговельного відділу Посольства Данії в Берліні, Регіональних координатор торгівлі в Німеччині, Австрії та Швейцарії.
У 2010—2011 роках Директор Департаменту інновацій та партнерства Міністерства закордонних справ Данії. У 2011—2012 рр. — Директор Данського державного агентства «Інвестуйте в Данію» при Департаменті інновацій та партнерства Міністерства закордонних справ Данії. З 2013 року — Надзвичайний та Повноважний Посол Королівства Данії в Києві.
13 вересня 2013 року вручила вірчі грамоти Президенту України Віктору Януковичу.
Одружена. Виховує доньку.

## Громадська діяльність
- Член Данського товариства управління суспільством (VL — група 49), 2012;
- Член Ради Інституту данської промисловості, 2011;
- Член Мозкового центру Данської Ради з питань торгівлі, 2009;
- Учасниця Данської Організації ліберальної молоді та Європейського руху в 1994—2003 рр.